# Wilhelm Koch
Pour les articles homonymes, voir Koch.
Wilhelm Koch est un homme politique allemand, né le 3 mars 1877 à Tiefenort (Duché de Saxe-Meiningen) et mort le 7 mars 1950 à Wuppertal (RFA).
Membre du Parti national du peuple allemand (le DNVP), il est ministre des Transports de 1927 à 1928.